# Saint-Gilles (Saône-et-Loire)
Saint-Gilles település Franciaországban, Saône-et-Loire megyében. Lakosainak száma 281 fő (2022. január 1.). Saint-Gilles Cheilly-lès-Maranges, Chamilly és Dennevy községekkel határos.

## Népesség
A település népessége az elmúlt években az alábbi módon változott:
| Lakosok száma | 276  | 257  | 274  | 270  | 277  | 279  | 278  | 276  | 281  |
|               | 2013 | 2015 | 2016 | 2017 | 2018 | 2019 | 2020 | 2021 | 2022 |